# Tobias Pfeifer-Helke
Tobias Pfeifer-Helke (* 1971 in Rodewisch/Vogtland) ist ein deutscher Kunsthistoriker und Museumsdirektor. Seit dem 1. Februar 2019 ist er Stiftungsdirektor und Vorstand der Stiftung Schloss Friedenstein in Gotha.

## Leben
Pfeifer-Helke studierte 1991–1997 Kunstgeschichte, Mittlere und Neuere Geschichte sowie Archäologie an der Martin-Luther-Universität Halle-Wittenberg, der Technischen Universität Dresden und der Universität Leipzig. Anschließend promovierte er mit Forschungsstipendien des Landes Sachsen-Anhalt (1999–2001) und des DAAD (2001–2002) zum europäischen Kulturtransfer in der Landschaftsmalerei des 18./19. Jahrhunderts in der Schweiz. 2005 bis 2006 war er Wissenschaftlicher Mitarbeiter an der Hamburger Kunsthalle, von 2006 bis 2010 Wissenschaftlicher Mitarbeiter und Projektleiter am Institut für Kunstgeschichte der Universität Bern. In dieser Zeit arbeitete er in Kooperation mit dem Kunstmuseum Bern an einem von der Stiftung Graphica Helvetica geförderten Forschungsvorhaben „Die Koloristen. Zur Landschaftsmalerei von 1766 bis 1848“. Von 2011 bis 2014 folgte er dem Ruf als Wissenschaftlicher Mitarbeiter an das Kupferstichkabinett der Staatlichen Kunstsammlungen Dresden, wo er die französischen, niederländischen und spanischen Zeichnungen und Druckgraphiken betreute und erstmals Leitungsfunktionen übernahm. Er kuratierte die vielbeachtete Ausstellung „Hieronymus Boschs Erbe“, die auch im Bucerius Kunstforum Hamburg und in der Villa Vauban in Luxembourg zu sehen war.
Von 2014 bis 2019 war er Kustode und stellvertretender Abteilungsleiter am Staatlichen Museum Schwerin. Hier betreute er die Malerei des 18. und 19. Jahrhunderts, die Skulpturensammlung und die Kunst des Mittelalters. Daneben wirkte er an der Neueinrichtung der Dauerausstellung von Schloss Ludwigslust mit. Er kuratierte Ausstellungen zu den Cranach-Beständen auf Schloss Güstrow (2017), zur Malerin Friederike Juliane von Lisiewska (2017), zum mecklenburgischen Planschatz (2018) oder die erfolgreiche Schau zum mecklenburgischen Landschaftsmaler Carl Malchin (2019).
2019 trat er in Gotha die Nachfolge von Martin Eberle in der Stiftung Schloss Friedenstein Gotha an. Zu seinem Amtsantritt äußerte er: „Die Sammlungen sind so vielfältig, dass man zu Recht behaupten kann – die Welt ist in Gotha zu Hause. Ich möchte mich insbesondere für das internationale Bekanntwerden der Gothaer Sammlungen einsetzen“. Kurz vor Ausbruch des Ukrainekrieges schloss er mit dem Puschkin-Museum in Moskau und der Eremitage in St. Petersburg Kooperationsvereinbarungen für eine dauerhafte Zusammenarbeit zur Erforschung der Bestände ab.
Pfeifer-Helke gelang es erfolgreich für die Weiterentwicklung der Stiftung umfangreiche Förderungen für die Bereiche Digitalisierung („Gotha transdigital“, 2020–2027) und Marketing sowie Vermittlung („Open Friedenstein!“, 2022–2027) einzuwerben. In diesem Rahmen verantwortet die Stiftung auch das Marketing der „Schatzkammer Thüringen“, ein Verbund von Thüringer Residenzmuseen. Die mit den Drittmitteln verbundene Transformation der Stiftung führte 2023 zur Namensänderung in die Friedenstein Stiftung Gotha und zur Aufnahme in die Alliance of Early Universal Museums. Seine Überlegungen zur Resilienz von Museen präsentierte Pfeifer-Helke auf der Jahrestagung des Deutschen Museumsbundes (2024). Er realisierte Projekte mit dem Deutschen Zentrum für Kulturgutverluste (DZK) zu Human Remains oder zu den Ethnographica und öffnete die Stiftung für neue Besuchergruppen durch die Einrichtung einer Innenstadtdependance und Outreach-Projekte. In seine Amtszeit fällt die Wiederaufnahme der Grabungen an der international bedeutenden fossilen Fundstelle am Bromacker bei Tambach-Dietharz. Zu den größten Erfolgen im Bereich der Restitutionen gehörten fünf im Jahr 1979 gestohlene Altmeistergemälde (2020) und die Restitution einer Ölstudie des Heiligen Gregor von Nazianz von Peter Paul Rubens aus dem Buffalo AKG Art Museum (2024).

## Kritik
Ende des Jahres 2022 berichtete die Thüringer Allgemeine, dass Pfeifer-Helke eine Mitarbeiterin der Stiftung Schloss Friedenstein Gotha, mit der er privat liiert ist, zur stellvertretenden Verwaltungschefin befördert habe. 2017 wurde die promovierte Kunsthistorikerin zunächst befristet eingestellt und während der Liaison entfristet. Zudem wurde ihr Aufgabenbereich erweitert und ihr Gehalt erhöht. Nachdem ihre Qualifikation in Frage gestellt wurde, beteuerte Pfeifer-Helke, dass es „keine persönliche Vorteilsnahme“ gibt.
Im Dezember 2022 ließ eine Sprecherin der Stiftung Schloss Friedenstein Gotha mitteilen, dass für das Projekt „Gotha transdigital“ in den Jahren 2021 und 2022 drei Millionen Euro an Fördermitteln nicht abgerufen wurden. Verantwortlich für die Drittmittelverwaltung in diesem Zeitraum war die beförderte Mitarbeiterin, mit der Pfeifer-Helke liiert ist. Der Oberbürgermeister Knut Kreuch, der auch Stiftungsratsvorsitzender ist, äußerte sich Anfang Dezember 2022 zu den Problemen in der Stiftung mit den Worten „Managementdefizite liegen nicht vor“.
Seit Amtsantritt Pfeifer-Helkes 2019 als Direktor haben mehrere Mitarbeiter die Stiftung verlassen, darunter sind der Referatsleiter für Kommunikation und Bildung und die Projektleiterin für „Gotha transdigital“. Einige Mitarbeitende der Stiftung werfen ihm schlechtes Management vor. Eine Prüfung der Stiftungsgeschäfte durch die Thüringer Staatskanzlei stellte keine Unstimmigkeiten fest. Der Oberbürgermeister und Stiftungsratsvorsitzender Knut Kreuch stellte sich hinter Pfeifer-Helke. Der Thüringer Allgemeinen wurde verfälschende Berichterstattung vorgeworfen.

## Schriften
- Natur und Abbild, Johann Ludwig Aberli und die Schweizer Landschaftsverdute, Schwabe Verlag, Basel 2011, ISBN 978-3-7965-2718-0, 368 S.
- Zeichnen im Zeitalter Bruegels. Die niederländischen Zeichnungen des 16. Jahrhunderts, Deutscher Kunstverlag, Berlin München 2011, ISBN 978-3-422-07111-7, 136 S.
- Die Koloristen. Schweizer Landschaftsgraphik von 1766 bis 1848, Deutscher Kunstverlag Berlin-München 2011, ISBN 978-3-422-07047-9, 476 S.
- Mit den Gezeiten. Frühe Druckgraphik der Niederlande. Katalog der niederländischen Druckgraphik von den Anfängen bis um 1540/50 in der Sammlung des Dresdener Kupferstich-Kabinett, Michael Imhof Verlag, Petersberg 2013, ISBN 978-3-86568-913-9, 287 S.
- Hieronymus Boschs Erbe. Deutscher Kunstverlag, Berlin München 2015, ISBN 978-3-422-07299-2, 200 S.
- Die Cranachs. Die Werke des Staatlichen Museums Schwerin, Deutscher Kunstverlag Berlin München 2017, ISBN 978-3-422-07429-3, 112 S.
- Die Malerei ist weiblich – Friederike Juliane von Lisiewska,  mit Bärbel Kovalevski, Ausstellungskatalog des Staatliche Museums Schwerin/Ludwigslust/Güstrow, Deutscher Kunstverlag Berlin-München 2017, ISBN 978-3-422-07451-4, 136 S.
- Von Barbizon bis ans Meer. Carl Malchin und die Entdeckung Mecklenburgs, Deutscher Kunstverlag, Berlin München 2019, ISBN 978-3-422-98028-0, 255 S.
- Das Ende der Komfortzone. Die Krise als Chance, in: Das Museum in Zeiten der Pandemie, hg. v. Jörn Brunotte, transcript, Bielefeld 2022, ISBN 978-3-8394-6133-4, S. 199–210